# Schieren (Luxembourg)
Pour les articles homonymes, voir Schieren.
Schieren est une localité luxembourgeoise et le chef-lieu de la commune portant le même nom située dans le canton de Diekirch.

## Histoire
La commune est née le 1er juillet 1850, tout comme la commune d’Erpeldange-sur-Sûre, du détachement de sections de la commune d’Ettelbruck, à savoir Birtrange, Niederschieren et Oberschieren.

## Géographie
La commune fait partie de la Nordstad.

## Héraldique, logotype et devise

### Sections de la commune
- Birtrange
- Niederschieren
- Oberschieren

## Politique et administration

### Liste des bourgmestres
| Identité                             | Période          | Période                     | Durée                      | Étiquette |
| Identité                             | Début            | Fin                         | Durée                      | Étiquette |
| ------------------------------------ | ---------------- | --------------------------- | -------------------------- | --------- |
| Gust Goerens (d) (1921 - 2016)       | 1978             | 1993                        | 15 ans                     |           |
| Jos Lutgen (d)                       | 1994             | septembre 2009 (démission)  | 15 ans                     |           |
| Marc Schmitz (d) (né en 1978)        | 2010             | 12 janvier 2013 (démission) | 3 ans                      |           |
| Camille Pletschette (d) (né en 1946) | 19 avril 2013    | 7 octobre 2015              | 2 ans, 5 mois et 18 jours  |           |
| André Schmit (d), (né en 1951)       | 15 octobre 2015  | 9 octobre 2019 (démission)  | 3 ans, 11 mois et 24 jours | LSAP      |
| Eric Thill (en) (né en 1993)         | 29 novembre 2019 | 15 novembre 2023            | 3 ans, 11 mois et 17 jours | DP        |
| Jean-Paul Zeimes (d) (né en 1960)    | 29 novembre 2023 |                             |                            |           |

## Population et société

### Démographie
L'évolution du nombre d'habitants est connue à travers les recensements de la population effectués dans le pays depuis 1821. Les recensements décennaux de la population permettent de caler les chiffres sur la composition de la population par sexe, âge, nationalité et commune de résidence. Entre deux recensements, la population au 1er janvier de l’année {\displaystyle x} est évaluée en ajoutant à la population au 1er janvier de l’année {\displaystyle x-1} les soldes naturel (naissances {\displaystyle -} décès) et migratoire (arrivées {\displaystyle -} départs) de l'année. La même méthode est appliquée pour la répartition par âge au 1er janvier et les effectifs totaux par nationalité. Depuis le 1er septembre 2023, le Luxembourg dénombre 100 communes.
Au 1er janvier 2024, la commune comptait 2 156 habitants.
| 1851 | 1871  | 1880 | 1890 | 1900 | 1910 | 1922 | 1930 | 1935 |
| ---- | ----- | ---- | ---- | ---- | ---- | ---- | ---- | ---- |
| 905  | 1 000 | 986  | 806  | 804  | 809  | 790  | 766  | 759  |

| 1947 | 1960 | 1970 | 1978  | 1979  | 1981  | 1983  | 1984  | 1985  |
| ---- | ---- | ---- | ----- | ----- | ----- | ----- | ----- | ----- |
| 754  | 845  | 965  | 1 113 | 1 151 | 1 173 | 1 190 | 1 170 | 1 180 |

| 1986  | 1987  | 1988  | 1989  | 1990  | 1991  | 1992  | 1993  | 1994  |
| ----- | ----- | ----- | ----- | ----- | ----- | ----- | ----- | ----- |
| 1 180 | 1 170 | 1 199 | 1 204 | 1 241 | 1 293 | 1 316 | 1 328 | 1 348 |

| 1995  | 1996  | 1997  | 1998  | 1999  | 2000  | 2001  | 2002  | 2003  |
| ----- | ----- | ----- | ----- | ----- | ----- | ----- | ----- | ----- |
| 1 350 | 1 378 | 1 356 | 1 381 | 1 405 | 1 407 | 1 358 | 1 349 | 1 373 |

| 2004  | 2005  | 2006  | 2007  | 2008  | 2009  | 2010  | 2011  | 2012  |
| ----- | ----- | ----- | ----- | ----- | ----- | ----- | ----- | ----- |
| 1 384 | 1 367 | 1 426 | 1 466 | 1 480 | 1 524 | 1 531 | 1 497 | 1 591 |

| 2013  | 2014  | 2015  | 2016  | 2017  | 2018  | 2019  | 2020  | 2021  |
| ----- | ----- | ----- | ----- | ----- | ----- | ----- | ----- | ----- |
| 1 683 | 1 769 | 1 847 | 1 902 | 2 004 | 2 036 | 2 024 | 2 039 | 2 073 |

| 2022  | 2023  | 2024  | - | - | - | - | - | - |
| ----- | ----- | ----- | - | - | - | - | - | - |
| 2 111 | 2 149 | 2 156 | - | - | - | - | - | - |

Pour des raisons techniques, il est temporairement impossible d'afficher le graphique qui aurait dû être présenté ici.